# Connaught
Connaught is een Brits historisch merk van motorfietsen.
De bedrijfsnaam was: Bordesley Engineering Co. Ltd. of New Bond Street, Birmingham.
Bordersley Engineering begon al in 1910 met de voorbereiding van haar productie. Motorblokken werden gebouwd in New Bond Street en frames in York Mill. Bordersley leverde toen al inbouwmotoren en mogelijk ook complete motorfietsen aan Service & Colonial Ltd. in Londen.
Pas in 1912 werden de eerste modellen voorgesteld tijdens de Olympia Show, op de stand van Service & Colonial. Het basismodel was een tweetakt met een uit één stuk gesmede krukas, een gespleten drijfstanglager en een kamzuiger. De boring bedroeg 73 mm, de slag 70 mm en de cilinderinhoud exact 293 cc. De motor had mengsmering en een Amac-carburateur. De voorvork was geveerd en de aandrijving geschiedde met een riem rechtstreeks vanaf de krukas. In het voorwiel zat een velgrem, achter een belt rim brake. De machine werd goed ontvangen en in 1914 waren er verschillende aandrijfsystemen leverbaar: de directe riemaandrijving maar ook chain-cum-belt drive met twee of drie versnellingen en er kwam ook een damesmodel.
Hoewel een groot deel van de Britse motorfietsindustrie bij het uitbreken van de Eerste Wereldoorlog in 1914 werd stilgelegd, bleef Connaught nog tot 1916 (toen de civiele productie werd verboden) motorfietsen leveren.
In 1919 kon de productie weer worden opgestart, maar er was niets aan ontwikkeling gedaan. Nu werden alleen motorfietsen met twee versnellingen of zonder versnellingen geleverd, maar er kwam ook een aangepast model, de "Miniature", dat kleinere 24 inch wielen had terwijl het "Standard"-model 26 inch wielen had. Beide modellen konden zonder versnellingen of met twee versnellingen geleverd worden. In 1922 kwam er een 370cc-model dat geschikt werd geacht voor de montage van een zijspan. In 1924 volgde een 348cc-zijklepmotor. In 1925 (na de overname van het merk JES) bestond het programma uit het vertrouwde 293cc-model dat nu de naam "Popular" had gekregen en dat in de "Standard"-uitvoering een Burman-drieversnellingsbak, een koppeling, volledige kettingaandrijving en trommelremmen kreeg. Verder was er de 370cc-"De Luxe" die nu ook compleet met zijspan geleverd werd en verder nog drie modellen met viertaktmotoren, een zijklepper en twee kopkleppers die van Bradshaw en Blackburne kwamen. Deze laatste modellen waren waarschijnlijk overgenomen van JES. In 1926 ging de 293cc-tweetakt na 14 jaar uit productie.
De viertaktmodellen kregen in 1926 de type-aanduidingen D, E en F. Het Model D had een Blackburne-motor met een boring/slagverhouding van 71 x 88 mm (cilinderinhoud 348,4 cc), het Model E had een JAP-motor met een boring/slagverhouding van 70 x 90 mm (cilinderinhoud 346,4 cc) en het Model F had een eigen motor met een boring/slagverhouding van 65 x 105 mm (cilinderinhoud 348,4 cc). Ook kwam er een klein tweetakt-clip-on motortje dat los geleverd werd en zowel aan een dames- en een herenfiets gemonteerd kon worden. De productie van Connaught werd na 1926 beëindigd.

## Afbeeldingen

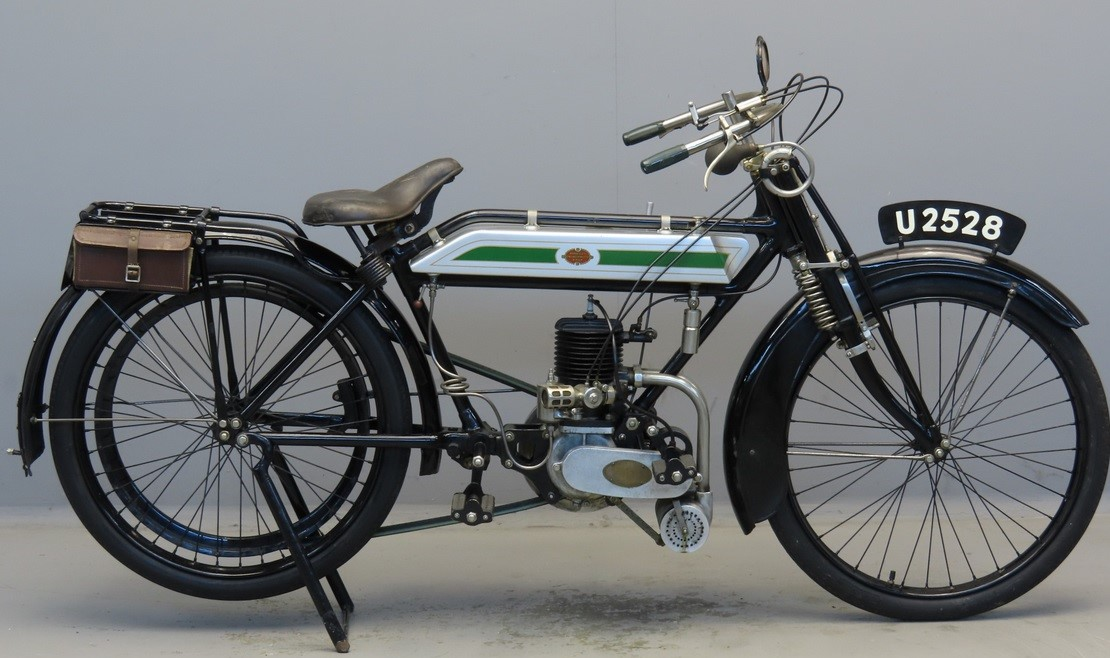
Connaught 293cc-tweetakt uit 1921
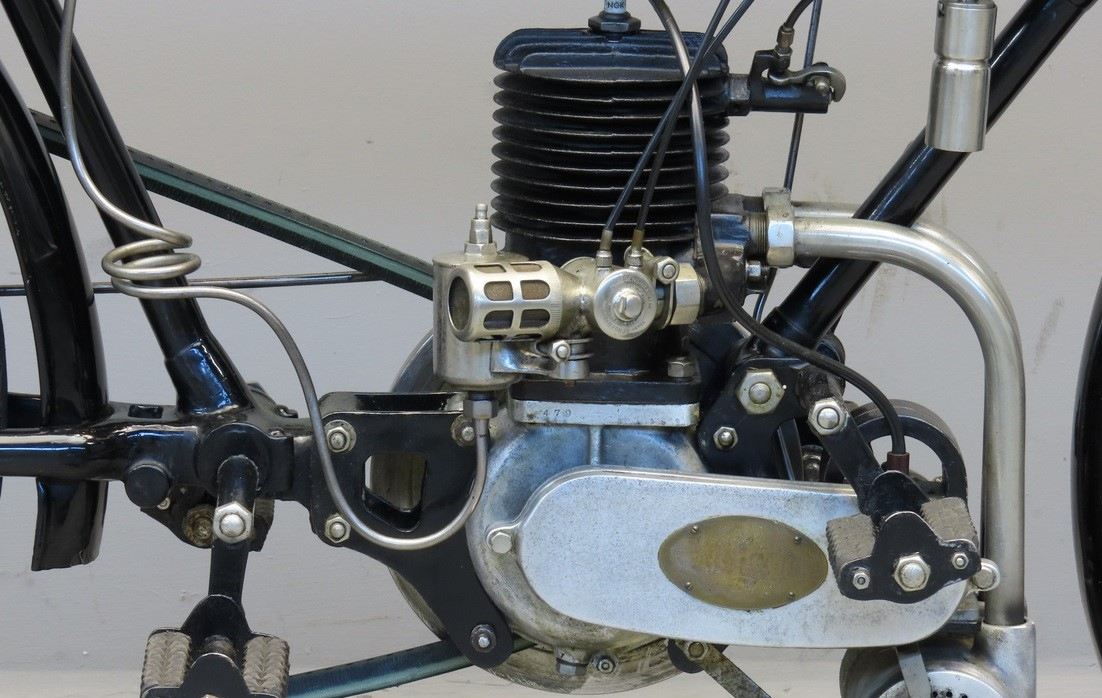
De 293cc-tweetaktmotor in 1921
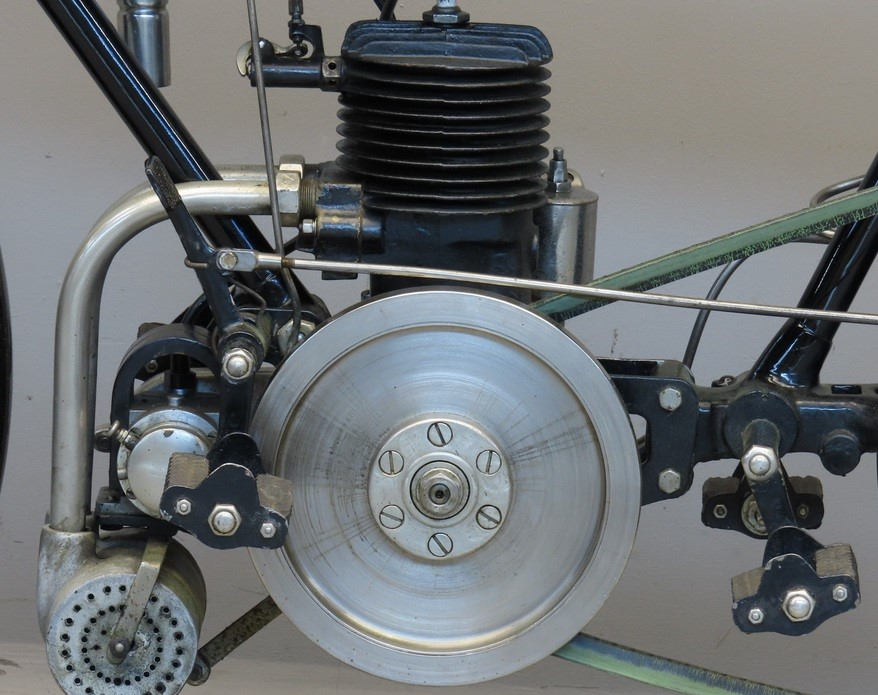
De aandrijfriem dreef het achterwiel rechtstreeks vanaf de krukas aan.
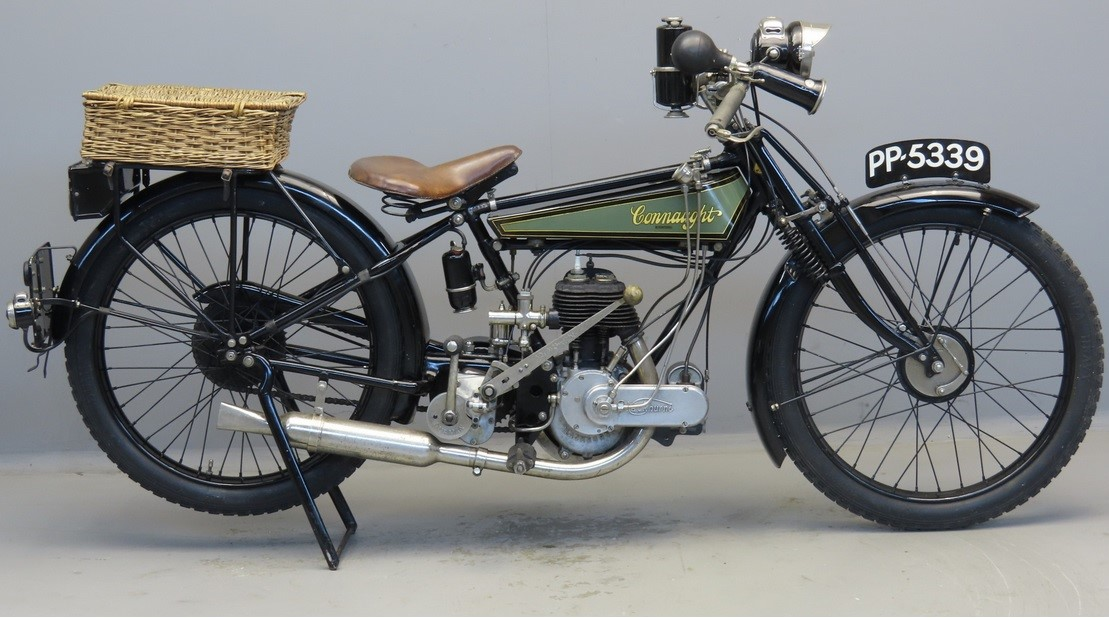
Connaught Model D met Blackburne-motor uit 1926
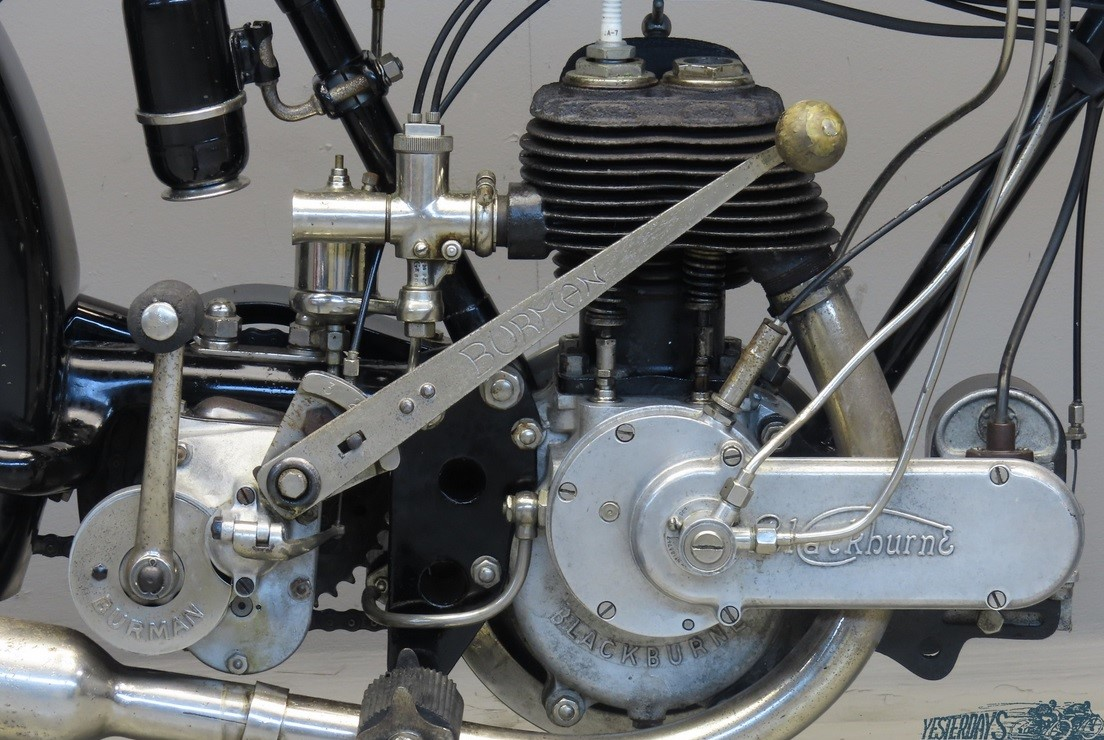
De 348cc-Blackburne-zijklepmotor

## Overname van JES
In 1924 kwam er samenwerking met het merk JES en in elk geval was er sprake van een overname. Volgens "Grace's Guide to British Historical Industry" werd Connaught overgenomen door JES, volgens Erwin Tragatsch en S. Ewald/G. Murrer was het andersom.
De overname van JES door Connaught is het meest waarschijnlijk, om de volgende redenen:
- Volgens Tragatsch, Ewald en Murrer verhuisde JES van Gloucester naar Birmingham, volgens Grace's Guide verhuisde Connaught naar Gloucester, maar daarna ook weer terug naar Birmingham.
- Volgens alle bronnen eindigde de productie van JES in 1924, die van Connaught pas in 1926.
- De oprichter/eigenaar van JES, John Edwin Smith, pleegde in 1924 zelfmoord omdat de zaken slecht gingen.
- Connaught ging vanaf 1924 viertaktmotoren van Blackburne en Bradshaw toepassen. Dat was een erfenis van het merk JES, dat die motoren ook gebruikte.
- In 1923 vielen twee coureurs met hun JES-motorfietsen tijdens de trainingen van de Isle of Man TT. Frank Willoughby Cotton wist dat Smith zijn laatste geld had gestoken in de - nu beschadigde - racers om zijn bedrijf te redden en gaf zijn eigen coureur H.F. Brockbank opdracht om van de beschadigde machines één goede te maken en voor JES te starten. Brockbank viel echter uit met een kapotte versnellingsbak.